# Schwarzwasser (Abwasser)
Schwarzwasser ist in der Siedlungswasserwirtschaft laut ISO 6107-7:1997 „häusliches Abwasser mit fäkalen Feststoffen – ohne Grauwasser“. Als Schwarzwasser wird demnach das Fäkalien enthaltende Abwasser aus Toiletten bezeichnet; dazu wird auch Abwasser aus Küchen gezählt, das hohe Anteile an Fetten und Speiseresten enthält. Im Gegensatz dazu ist Grauwasser das Abwasser aus Bädern, Duschen oder Waschmaschinen.
Schwarzwasser ist die am stärksten verunreinigte Form des häuslichen Abwassers und enthält folglich eine Vielzahl von Schadstoffen, darunter Fäkalien und Urin, Bakterien und Viren, Toilettenpapier, Chemikalien, Schwermetalle und organische Stoffe. Unbehandeltes Schwarzwasser stellt ein erhebliches Risiko für die menschliche Gesundheit und die Umwelt dar. Es kann Krankheitserreger verbreiten und zur Kontamination von Boden, Oberflächen- und Grundwasser führen. Daher ist eine sorgfältige Behandlung vor der Einleitung in die Umwelt unerlässlich.
Die Begriffe Schwarz- und Grauwasser ermöglichen die Benennung separierter Abwasserkreisläufe in Gebäuden, die unterschiedliche Verunreinigungen enthalten. Verschiedene Projekte erproben diese getrennte Abwässersammelung innerhalb von Gebäuden oder auf Siedlungsebene, um diese durch neuartige Sanitärsysteme wiederaufzubereiten. Dabei wird teilweise mit Hilfe von Trenntoiletten eine Urinseparation vorgenommen. Statt des Schwarzwassers entstehen dann Gelbwasser, das nur Urin und ggf. Spülwasser enthält, sowie Braunwasser, das neben dem Spülwasser nur Fäzes und Toilettenpapier enthält.

## Behandlung von Schwarzwasser
Die Behandlung von Schwarzwasser erfolgt in mehreren Schritten, um die verschiedenen enthaltenen Schadstoffe effektiv zu entfernen. Zunächst findet eine mechanische Reinigung statt, bei der grobe Stoffe wie Sand, Steine und Papier aus dem Wasser entfernt werden. Dies stellt den ersten Schritt zur Reduktion der Feststoffe im Abwasser dar. Anschließend folgt die biologische Reinigung, bei der Mikroorganismen eingesetzt werden, um die im Wasser enthaltenen Bakterien und Viren abzubauen. Dieser Prozess ist entscheidend, um die biologische Belastung des Wassers zu verringern. Schlussendlich wird in der chemischen Reinigung eine Vielzahl von chemischen Prozessen angewendet, um Schwermetalle und Chemikalien aus dem Wasser zu entfernen.
Je nach den lokalen Gegebenheiten und Anforderungen eignen sich unterschiedliche Systeme für die Behandlung und die Ressourcenrückgewinnung aus Schwarzwasser. Off-grid-Systeme, die direkt an der Quelle arbeiten, sind besonders nützlich in abgelegenen oder infrastrukturschwachen Gebieten. Diese Systeme behandeln das Abwasser vor Ort und eliminieren somit die Notwendigkeit für den Transport zu externen Reinigungsanlagen. Dezentrale und semizentrale Systeme umfassen die Lagerung des Abwassers vor Ort und den anschließenden Transport zu speziellen Behandlungsanlagen. Zentrale Systeme hingegen, die in Ländern mit höherem Einkommen wie der Schweiz weit verbreitet sind, leiten das Abwasser über ein Kanalnetz zu großen, zentralen Reinigungsanlagen. Diese Systeme sind zwar sehr effizient, jedoch auch kosten- und ressourcenintensiv.
In Europa existieren derzeit keine speziellen Vorschriften für das Schwarzwasserrecycling. Jedoch gibt es allgemeine Vorschriften für die Abwasserbehandlung, die je nach Land variieren. In der Schweiz ist seit 2006 die direkte Verwendung von Klärschlamm als Düngemittel verboten, während Deutschland und die EU-Richtlinien zur Nährstoffrückgewinnung und Wasserwiederverwendung erlassen haben.